# Survivor Series (2003)
Survivor Series 2003 a fost ce-a de-a șaptesprezecea ediție a pay-per-view-ului anual Survivor Series organizat de World Wrestling Entertainment. A avut loc pe data de 16 noiembrie 2003 în arena American Airlines Center din Dallas, Texas.

## Rezultate
- Sunday Night HEAT match: Tajiri l-a învins pe Jamie Noble păstrându-și titlul Cruiserweight (4:13)
  - Tajiri l-a numărat pe Noble după un "Buzzsaw Kick".
- Team Angle (Bradshaw, Chris Benoit, Hardcore Holly, John Cena și Kurt Angle) a învins Team Lesnar (A-Train, Big Show, Brock Lesnar, Nathan Jones și Matt Morgan) într-un 5-on-5 Survivor Series elimination match (13:15)
  - Cena l-a eliminat pe Show. Unici supraviețuitori a-u fost Cena și Benoit.
- Molly Holly a învins-o pe Lita păstrându-și titlul WWE Women's Championship (06:48) 
  - Holly a numărato pe Lita după un "Drop Toe Hold".
- Campionul Statelor Unite din WCW Edge l-a învins pe Campionul Intercontinental din WWF Test într-un meci de unificare (11:17)
  - Edge l-a numărat pe Test cu un "Roll-Up".
- Kane l-a învins pe Shane McMahon într-un Ambulance match (13:34)
  - Kane a câștigat după ce i-a aplicat un Tombstone Piledriver și l-a băgat în ambulanță.
- The Basham Brothers (Danny Basham & Doug Basham) i-au învins pe Los Guerreros (Chavo Guerrero & Eddie Guerrero) păstrându-și WWE Tag Team Championship (07:31)
  - Danny l-a numărat pe Chavo cu un "Roll-Up".
- Team Bischoff (Chris Jericho, Christian, Mark Henry, Randy Orton și Scott Steiner) a-u învins Team Austin (Booker T, Bubba Ray Dudley, D-Von Dudley, Rob Van Dam și Shawn Michaels) (27:27)
  - Orton l-a eliminat pe Michaels fiind unicul supraviețuitor al meciului.
- Mr. McMahon l-a învins pe The Undertaker într-un Buried Alive match (11:59)
  - Vince a câștigat după ce Kane l-a îngropat pe Undertaker.
- Goldberg l-a învins pe Triple H (însoțit de Ric Flair păstrându-și campionatul WWE World Heavyweight Championship (11:45)
  - Goldberg l-a numărat pe HHH după un "Spear" și un "Jackhammer".
  - Batista, Orton și Flair a-u intervenit în favoarea lui HHH.